# Dějiny Univerzity Karlovy (1918–1945)
Dějiny Univerzity Karlovy od založení Československa do konce druhé světové války odpovídají politickým dějinám země.

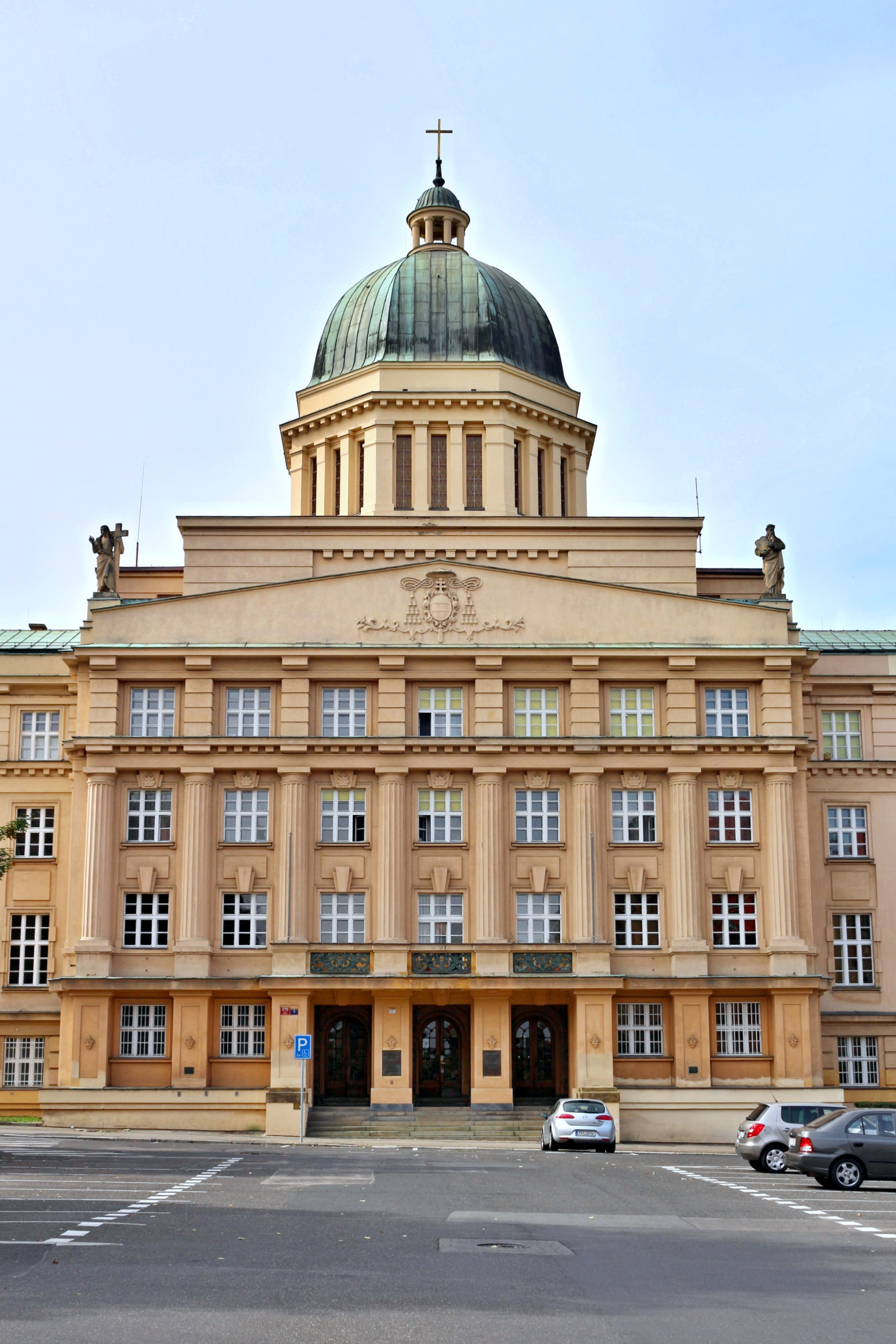
Budova Katolické teologické fakulty a Arcibiskupského semináře (1928)

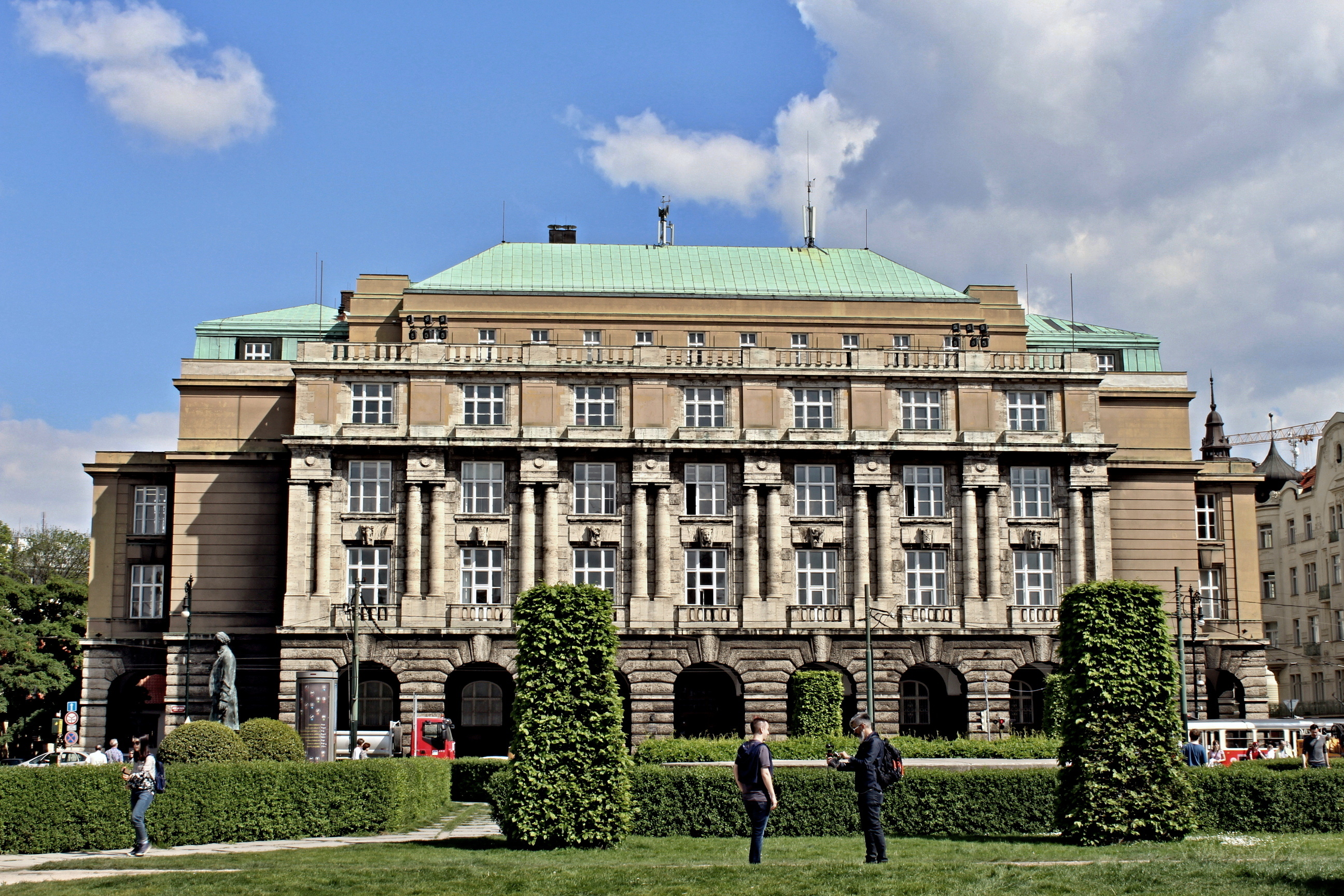
Budova Filozofické fakulty UK (architekt L. Sakař, 1929)

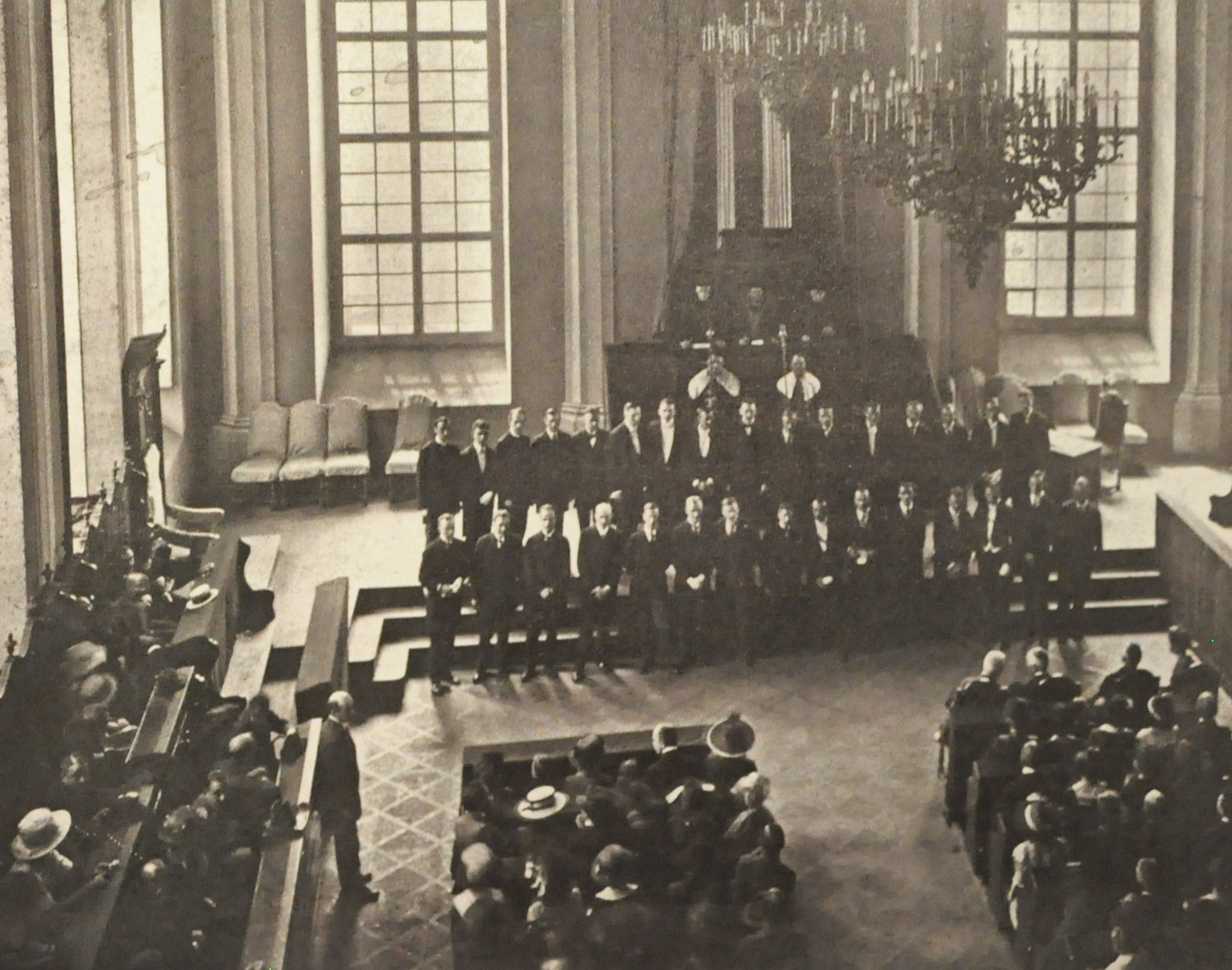
Promoce německých studentů ve velké aule Karolina v roce 1920

## Mezi dvěma světovými válkami (1918–1938)

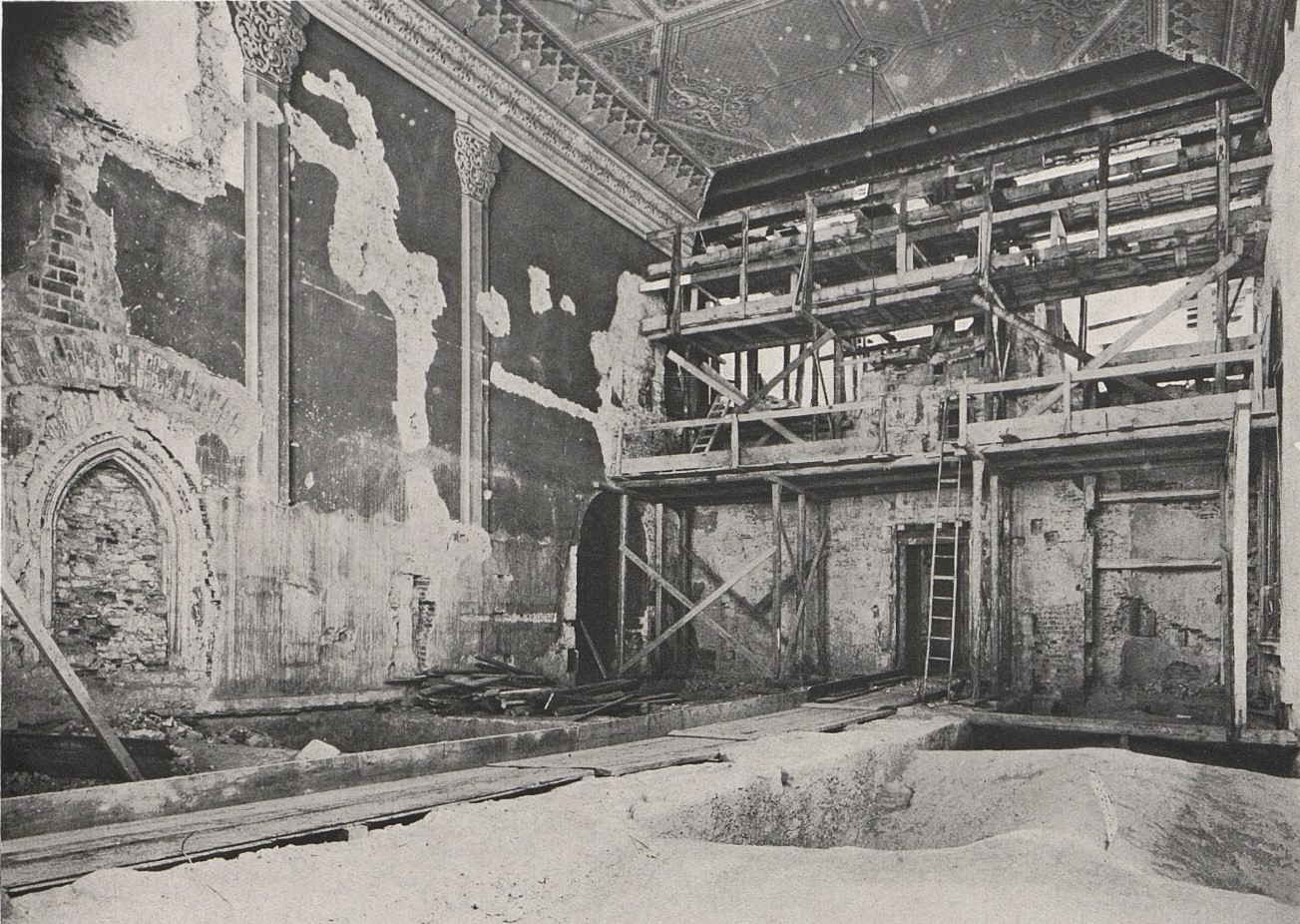
Rekonstrukce velké auly Karolina, 1937

Rektorem roku 1918–1919 byl zvolen právník Karel Hermann-Otavský a hned na prvním zasedání 29. října univerzita zrušila své rozhodnutí z roku 1915 o vyloučení profesora Masaryka a zároveň žádala o založení nové české univerzity v Brně. Česká univerzita si přisvojila historický archiv a jednala o návrhu filosofické fakulty, aby katolická teologická fakulta přestala být součástí univerzity, a zároveň o žádosti Husovy československé evangelické fakulty, aby byla do univerzity zařazena. Obě fakulty se tak mimoděk staly spojenci, stejně jako při opakované žádosti Husovy fakulty roku 1937, již opět podpořila jen lékařská a teologická fakulta.
Zákon z roku 1920, podle předkladatele nazývaný „lex Mareš“, stanovil, že česká univerzita se bude nazývat „Universita Karlova“, že jí připadnou všechny historické dokumenty a insignie a že majetek se má mezi obě univerzity nově rozdělit podle počtu studentů. O názvu německé univerzity se mělo rozhodnout později a už v této době padl z české strany návrh, aby se odstěhovala do Liberce, jako později v roce 1938; německá univerzita to však odmítla. Její postavení se ovšem po roce 1918 zhoršilo, nebyla však proti české univerzitě nijak diskriminována a byla jedinou univerzitou národnostní menšiny ve střední a východní Evropě.
Roku 1920 se z filosofických fakult obou univerzit také oddělily fakulty přírodovědecké a rozšířily se možnosti studia žen. Roku 1921 byl otevřen Hlavův ústav na Albertově. Od roku 1922 se univerzita rozhodla místo dosavadních fraků – rakouské uniformy se na české univerzitě neužívaly – vrátit se ke starým talárům, černým pro akademiky a červenému pro rektora. Roku 1925 se habilitovala první žena, historička Milada Paulová; byla jmenována profesorkou 1933.
Některé kliniky se přestěhovaly do Podolského sanatoria, roku 1926 byl otevřen Purkyňův ústav na Albertově, filosofická fakulta získala budovu v Břehové ulici, roku 1927 se teologická fakulta přestěhovala do nové budovy v Dejvicích a roku 1929 byla otevřena Kotěrova budova právnické fakulty na náměstí Curieových a budova filosofické fakulty na dnešním Palachově náměstí. V letech 1933–1934 se rektor Karel Domin a ministerstvo pokusili fakticky prosadit „lex Mareš“, zůstalo však při převedení Karolina a převzetí insignií, nicméně došlo k ostrým šarvátkám mezi studenty. Události s tím spojené se pak nazývaly jako „insigniáda“.
Počet studentů po válce rychle rostl a činil mezi 8 až 12 tisíci, podíl žen se pohyboval kolem 10 % na právnické, kolem 20 % na lékařské a přírodovědecké a téměř 50 % na filosofické fakultě. Na univerzitě studovalo kolem 10 % cizinců, zejména z východní Evropy a Balkánu, a o něco méně Slováků. Asi 80 % studentů si muselo přivydělávat, asi 70 % dostávalo nějakou podporu z domova. Svaz studentstva, jehož předsedou byl Václav M. Havel, se snažil řešit ubytování studentů: otevřel koleje v Loretánské ulici, postavil provizorium na Letné a od roku 1922 i Akademický dům ve Strakově akademii. Později přibylo několik dalších kolejí. Vlivné studentské spolky ovládly už koncem 20. let národní demokraté a ozvaly se první námitky proti cizím studentům. Vedle Jihoslovanů to byli hlavně Rusové a Ukrajinci, mezi mediky se však ozývaly i námitky proti Židům.
Ve 30. letech 20. století proběhl výzkum a rekonstrukce gotických částí Karolina.

### Významní profesoři
Teologická fakulta
- Josef Cibulka (1886–1968), archeolog a historik umění
- František Dvorník (1893–1975), historik a byzantolog, později profesor Harvardovy univerzity
- František Kordač (1852–1934), dogmatik, od roku 1919 arcibiskup pražský
- Jan Merell (1904–1986), novozákoník a papyrolog
- Jan Ladislav Sýkora (1852–1924), novozákoník a překladatel, rektor UK
- Vojtěch Šanda (1873–1953), starozákoník
- Josef Vajs (1865–1959), slavista a paleograf
- Josef Vašica (1884–1968), slavista a překladatel

Právnická fakulta
- Vilém Funk (1875–1955), finanční právo, rektor v roce 1938
- Karel Hermann-Otavský (1866–1939), obchodní právo, první rektor po roce 1918
- Antonín Hobza (1876–1953), právo církevní a mezinárodní
- Jiří Hoetzel (1874–1961), správní právo
- Václav Hora (1873–1959), občanské procesní právo
- Cyril Horáček st. (1862–1943), národní hospodářství, ekonomie
- Jan Kapras (1880–1947), právní dějiny, později ministr školství
- Jan Krčmář (1877–1950), soukromé právo, později ministr školství
- August Miřička (1863–1946), trestní právo
- Štefan Osuský, mezinárodní právo, později diplomat
- Otakar Sommer (1885–1940), římské právo
- František Vavřínek (1877–1944), ústavní právo

Lékařská fakulta
- Jan Bělehrádek (1896–1980), biolog a patolog
- Jiří Brdlík (1883–1965), pediatr
- František Hájek (1886–1962), soudní lékařství
- Antonín Hanák (1889–1935), děkan lékařské fakulty i přednosta fyziologického ústavu
- Karel Henner (1895–1967), neurolog
- Antonín Heveroch (1869–1927), psychiatr
- Jaroslav Hlava (1855–1924), anatom a patolog
- Ivan Honl (1866–1936), bakteriolog
- Josef Hynie (1900–1989), sexuolog
- Josef Charvát (1897–1984), internista
- Rudolf Jedlička (1869–1926), chirurg a rentgenolog
- Josef Jerie (1871–1951), gynekolog
- Arnold Jirásek (1887–1960), chirurg
- František Mareš (1857–1942), fysiolog a filosof
- Zdeněk Mysliveček (1881–1974), psychiatr
- František Patočka (1904–1985), imunolog a virolog
- Hynek Pelc (1895–1942), profesor sociálního lékařství, popraven nacisty
- Josef Pelnář (1872–1964), internista
- Antonín Přecechtěl (1885–1971), otorinolaryngolog
- František Studnička (1870–1955), embryolog
- Ladislav Syllaba (1868–1930), internista
- Josef Švejcar (1897–1997), pediatr
- Karel Weigner (1874–1937), anatom
- Jan Wolf (1894–1977), histolog, průkopník elektronové mikroskopie
- Jan Zahradníček (1882–1958), chirurg a ortoped

Filosofická fakulta
- Edvard Beneš (1884–1948), sociolog a politik, prezident ČSR
- Jaroslav Bidlo (1868–1937), historik
- Vojtěch Birnbaum (1877–1934), historik umění
- Jan Blahoslav Čapek (1903–1982), starší česká literatura
- Otokar Fischer (1883–1938), bohemista, germanista, překladatel a šéf činohry Národního divadla
- Josef Bohuslav Foerster (1894–1975), muzikolog a skladatel
- Břetislav Foustka (1862–1947), sociolog
- Vladimír A. Francev (1867–1942), rusista
- Gustav Friedrich (1871–1943), profesor pomocných věd historických a roku 1935 rektor
- František Groh (1863–1940), klasický filolog
- Bohuslav Havránek (1893–1978), bohemista a slavista
- Jiří Horák (1884–1975), literární vědec a etnolog
- Bedřich Hrozný (1879–1952), orientalista a rektor UK
- Otokar Chlup (1875–1965), pedagog
- Otakar Kádner (1870–1936), pedagog
- Zdeněk Kalista (1900–1982), historik
- Jan Blahoslav Kozák (1888–1974), filosof
- Josef Král (1882–1978), filosof a sociolog
- Arnošt Kraus (1859–1943), germanista, zavražděný nacisty
- František Krejčí (1858–1934), filosof
- Vlastimil Kybal (1880–1958), historik a diplomat
- Vincenc Lesný (1882–1953), indolog
- František Lexa (1876–1960), egyptolog
- Antonín Matějček (1889–1950), historik umění
- Vilém Mathesius (1882–1945), anglista a lingvista, spoluzakladatel Pražského lingvistického kroužku
- Jan Mukařovský (1891–1975), literární vědec a estetik
- Matyáš Murko (1861–1952), filolog a slavista
- Alois Musil (1868–1944), orientalista, lingvista a cestovatel
- Zdeněk Nejedlý (1878–1962), muzikolog a estetik
- Lubor Niederle (1865–1944), archeolog
- Václav Novotný (1869–1932), historik
- Antonín Osička (1888–1949), lingvista, anglista
- František Pastrnek (1853–1940), filolog, slavista a rektor UK
- Josef Pekař (1870–1937), historik a rektor UK
- Albert Pražák (1880–1956), česká literatura
- Václav Příhoda (1889–1979), psycholog a pedagog
- Rudolf Růžička (1878–1957), semitolog
- Bohumil Ryba (1900–1980), klasický filolog
- Vladimír Skalička (1909–1991), lingvista
- Emil Smetánka (1875–1948), bohemista
- Karl Maria Swoboda (1890–1968), historik umění medievalista
- František Xaver Šalda (1867–1937), literární vědec a romanista
- Josef Vítězslav Šimák (1870–1940), historik a etnograf
- Vladimír Šmilauer (1895–1983), český jazyk
- Josef Šusta (1874–1945), historik
- Rudolf Urbánek (1877–1962), české dějiny
- Jaroslav Vlček (1860–1930), česká literatura
- Václav Vojtíšek (1883–1974), historik a archivář
- Miloš Weingart (1980–1939), slavista
- Čeněk Zíbrt (1864–1932), historik a etnograf
- Otakar Zich (1879–1934), estetik
- Josef Zubatý (1855–1931), srovnávací lingvistika

Přírodovědecká fakulta
- Bohuslav Brauner (1855–1935), chemik
- Bohumil Bydžovský (1880–1969), matematik a geometr
- Jaroslav Heyrovský (1890–1967), chemik, vynálezce polarografie a nositel Nobelovy ceny (1959)
- Václav Hlavatý (1894–1969), matematik, později profesor v Bloomingtonu (USA)
- Vojtěch Jarník (1897–1970), matematik
- Radim Kettner (1891–1967), geolog
- Vladimír Krajina (1905–1993), botanik
- Jindřich Matiegka (1862–1941), antropolog
- Bohumil Němec (1873–1966), botanik a fyziolog
- František Nušl (1867–1951), astronom
- Karel Petr (1868–1950), matematik
- Čeněk Strouhal (1850–1922), experimentální fyzik
- František Vejdovský (1849–1939), zoolog
- Josef Velenovský (1859–1949), botanik a mykolog
- František Záviška (1879–1945), teoretický fyzik, zabitý nacisty
- August Žáček (1882–1961), fyzik, objevitel magnetronu

## Nacistická okupace (1939–1945)
Po Mnichově a obsazení republiky se do Prahy vrátilo mnoho profesorů z pohraničí i ze Slovenska a už v lednu 1939 vykázala vláda z univerzity židovské učitele i studenty. Německá univerzita se stala prvním ohniskem NSDAP v Praze, od srpna 1939 se stala říšskou institucí a převzala opět archiv a insignie. 1. září 1939 byla zatčena řada profesorů, po policejní střelbě do manifestace 28. října zemřeli studenti O. Sedláček a J. Opletal, jehož pohřeb 15. listopadu vyústil ve velkou manifestaci. V následujících dvou dnech nacisté devět studentských funkcionářů bez soudu zastřelili, téměř 1 200 studentů ze všech kolejí odvezli do koncentračního tábora Sachsenhausen a „na tři roky“ zavřeli české vysoké školy. Budovy obsadila SS a i profesoři se dlouho marně domáhali vstupu, aby si mohli odnést osobní věci. Většinu budov dostala německá univerzita, která byla přejmenována na Německou Karlovu univerzitu (Deutsche Karls-Universität). Ačkoli česká již byla uzavřena, byla v souvislosti s tím přejmenována i ona, dostala dočasný název „Česká universita Karlova“.
Čeští studenti i učitelé byli z velké části totálně nasazeni, z 55 profesorů a docentů, uvězněných v koncentračních táborech, jich 26 zahynulo. Několik set studentů, kteří emigrovali, obnovilo roku 1940 činnost Ústředního svazu a roku 1941 byl v Londýně 17. listopad vyhlášen jako Mezinárodní den studentstva. Asi 50 československých studentů mohlo dokončit studia v Británii a byli promováni v Oxfordu v letech 1943 a 1944.